# Cudjoe Lewis

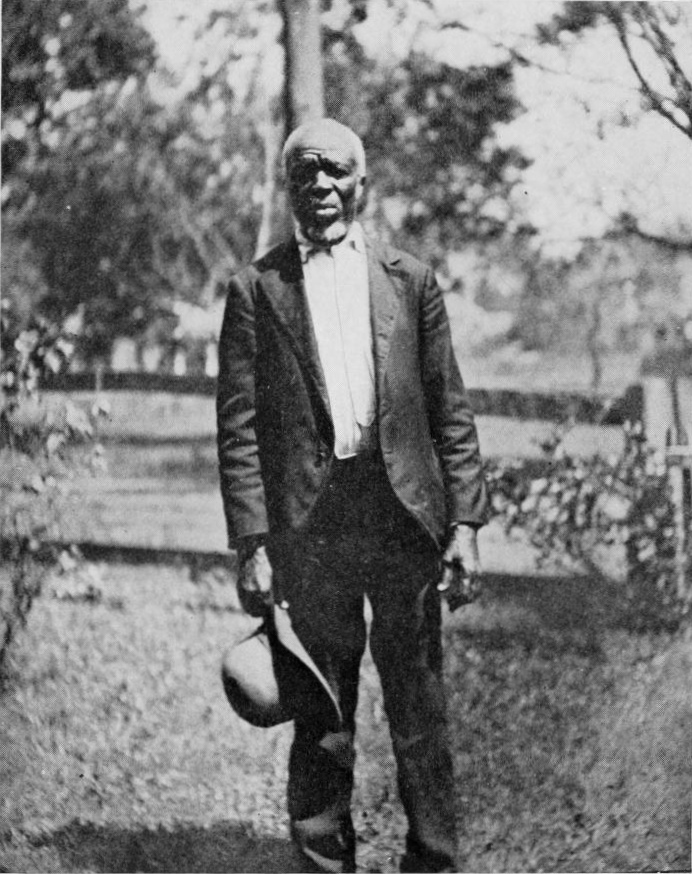
Cudjoe Lewis (1914 oder früher)

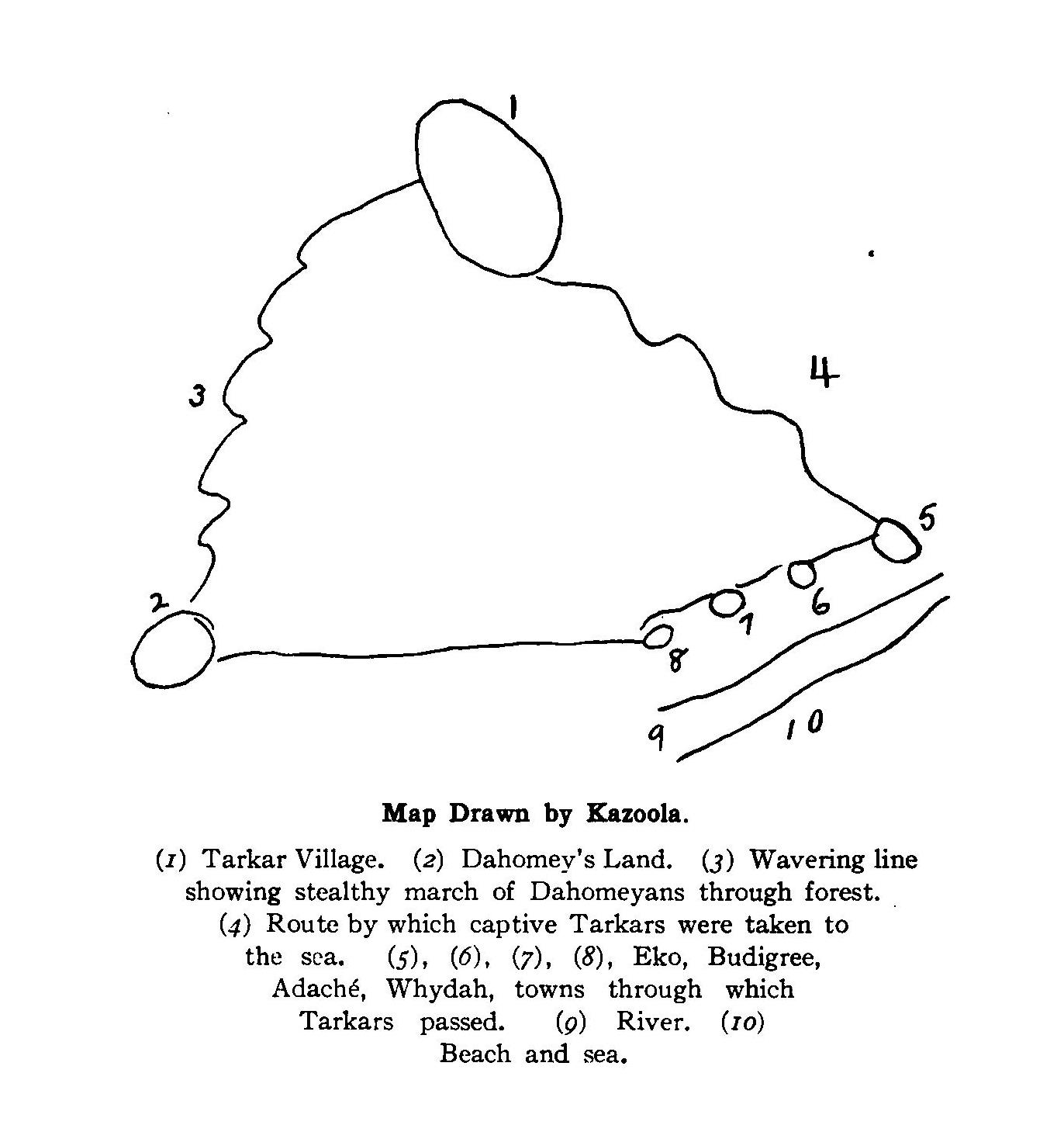
Skizze von Cudjoe Lewis, die die Ereignisse vor und nach seiner Gefangennahme in Tarkar veranschaulichen soll (1914 oder früher) mit Legende

Cudjoe Lewis (* circa 1841 in Benin als Oluale Kossola; † 17. Juli 1935), auch Cudjo Lewis, war ein Yoruba aus Westafrika (dem heutigen Benin), der 1860 versklavt und in die Vereinigten Staaten entführt wurde. Als Gefangener reiste er auf der Clotilda ein und gilt als der drittletzte Überlebende des zu diesem Zeitpunkt eigentlich schon seit 52 Jahren verbotenen atlantischen Sklavenhandels. Nachdem auch der Besitz und nicht nur der Transport von Sklaven aus Afrika in den USA im Jahr 1865 verboten worden war, verbrachte er dort die restlichen 67 Jahre seines Lebens als freier Mann.

## Leben
Lewis stammte aus dem Stamm der Isha aus dem Volk der Yoruba auf dem Gebiet des heutigen Benin. Als 1860 das benachbarte Königreich Dahomey seine Heimatstadt Tarkar eroberte, wurden er und viele seiner Landsleute gefangen genommen und nach Ouidah als Sklaven verschleppt.
Gemeinsam mit etwa 4.000 anderen Gefangenen war der damals 19-Jährige nackt in einer Lagerhalle untergebracht. Er wurde 21 Tage in der Baracke, genannt Barracoon, gefangen gehalten. Dann wählte der Kapitän der Clotilda Cudjoe, gemeinsam mit 109 weiteren Menschen, für die Überfahrt in die USA aus. Pro Kopf waren damals 100 US-Dollar in Gold gezahlt worden.
Die Fahrt dauerte 45 Tage und endete in Mobile in Alabama. Die Landung fand heimlich bei Dunkelheit statt, dann wurde das Schiff versenkt. Dennoch wurde die Ankunft der gefangenen Afrikaner entdeckt.
James Meaher, der Bruder des Reeders Timothy Meaher, wurde der Besitzer von Cudjoe und sieben weiteren Männern, die gemeinsam eingetroffen waren. Bis zum Ende der Sklaverei arbeitete er auf einem Dampfschiff. Nach dem Ende des Sezessionskriegs 1865 wurde er wie alle ehemaligen Sklaven frei, nahm den Namen Lewis an und erhielt 1886 die amerikanische Staatsbürgerschaft.

## Zeitzeugenbericht
Barracoon. Die Geschichte des letzten amerikanischen Sklaven (Original: Barracoon. The Story of the Last “Black Cargo”) ist ein Zeitzeugenbericht aus den Jahren 1927 bis 1928 von Zora Neale Hurston, der postum im Jahr 2018 erschienen ist.
Das Buch basiert auf Hurstons Interviews aus den Jahren 1927 bis 1928 mit Cudjoe Lewis.
Nachdem sie das Manuskript 1931 fertiggestellt hatte, fand Hurston keinen Verlag, der bereit gewesen wäre, es herauszugeben, weil es in einer Vernakularsprache geschrieben war und weil es die afrikanische Beteiligung am transatlantischen Sklavenhandel beschrieb. Das Manuskript blieb bis 2003 unveröffentlicht und war ein Teil der Alain Locke Collection am Moorland-Spingarn Research Center der Howard University.
Auszüge des Manuskripts wurden erstmals 2003 in der von Valerie Boyd herausgegebenen Biographie von Zora Neale Hurston mit dem Titel Wrapped in Rainbows: The Life of Zora Neale Hurston veröffentlicht. Das vollständige Buch wurde 2018 publiziert und ein Bestseller. Die erste deutsche Buchausgabe erschien 2020.

## Ehe und Kinder
Oluale Kossola heiratete Mitte der 1860er Jahre eine andere Überlebende der Clotilda-Überfahrt, Abile (von den Amerikanern Celia genannt). Die beiden hatten zusammen sechs Kinder, fünf Jungen und ein Mädchen. Alle erhielten von ihnen einen afrikanischen Namen, um ihre Wurzeln zu ehren, und zusätzlich noch einen englischen Namen, wenn der afrikanische für die Amerikaner zu schwer auszusprechen war.
- Aleck Iyadjemi Lewis
- Jimmy Ahnonoto Lewis
- David Adeniah Lewis (kam bei einem Zugunfall ums Leben)
- Pollee Dahoo Lewis (verschwand spurlos)
- Cudjo Feïchtan Lewis (1902 von einem schwarzen Deputy erschossen)
- Celia Eboessi Lewis (starb als 15-Jährige)

Kossula überlebte alle seine Kinder und seine Frau. Nur sein ältester Sohn, ein Gemüsehändler, heiratete und hatte Kinder. Wie bei den Yoruba üblich, lebte er mit seiner Familie auf dem Land seines Vaters in einem eigenen Haus. Nach seinem Tod gewährte Kossula seiner Schwiegertochter Mary Wood Lewis, seinen Enkeln und später auch deren zweitem Ehemann Joe Lewis das Bleiberecht in dem Haus.

## Deutsche Ausgabe
- Zora Neale Hurston: Barracoon. Die Geschichte des letzten amerikanischen Sklaven. Aus dem Amerikanischen von Hans-Ulrich Möhring, Penguin, München 2020, ISBN 978-3-328-60130-2.